# Salix myrtilloides
Salix myrtilloides es una especie de sauce perteneciente a la familia de las salicáceas. Es nativa de los hábitats pantanosos de las regiones subárticas templadas y frías  del noreste de Europa y el norte de Asia desde el centro de Noruega y Polonia, al este hasta las costas del Océano Pacífico, con poblaciones aisladas más al sur en las montañas de los Alpes, los Cárpatos y Sijoté-Alín.

## Descripción
Es un pequeño arbusto caducifolio que alcanza un tamaño de 15-60 cm de altura. La hojas son ovales, agudas, de 15-20 mm de largo, con un margen entero o poco dentado, de color verde oscuro por el haz, más claro glauco o teñida de púrpura el envés. Las flores son producidas en amentos de 1-2 cm de largo en la primavera, al mismo tiempo en que aparecen las hojas nuevas. Las hojas se asemejan al arándano.
Es muy similar, a la especie estrechamente relacionada, Salix pedicellaris que se produce en Norteamérica, que es clasificada como una variedad  S. myrtilloides var. pedicellaris por algunos botánicos.

## Taxonomía
Salix myrtilloides fue descrita por Carlos Linneo y publicado en Species Plantarum 2: 1019, en el año 1753.
Etimología
Salix: nombre genérico latino para el sauce, sus ramas y madera.
myrtilloides: epíteto latino que significa "similar al Myrtus ".
Variedades aceptadas
- Salix myrtilloides var. hypoglauca (Fernald) C.R. Ball

Sinonimia
- Salix elegans Besser
- Salix lenensis Flod.[7]